# Leclercera zhamensis
Leclercera zhamensis es una especie de araña araneomorfa de la familia Psilodercidae. Fue descrita por Chang & Li en 2020.
Habita en China. El holotipo masculino mide 3,84 mm.